# Antidiabeticum
Antidiabetica zijn geneesmiddelen die de bloedsuikerspiegel reguleren bij diabetes mellitus. In het geval van diabetes mellitus type 1 is altijd insuline nodig terwijl bij type 2 regulatie (aanvankelijk) ook met andere middelen mogelijk is. Sommige (nieuwere) middelen zijn daarnaast ook geregistreerd voor gebruik voor gewichtsverlaging.
| Antidiabeticum | Werking                                          |
| -------------- | ------------------------------------------------ |
| Insuline       | glucose regulerend hormoon                       |
| Actrapid       | Kortwerkend insuline-analogon                    |
| Buformine      | Biguanide                                        |
| Dapagliflozine | verhindert terugresorptie van glucose in de nier |
| Exenatide      | GLP-1 receptoragonist                            |
| Gliclazide     | Sulfonylureumderivaat                            |
| Glucagon       | Bloedsuikerspiegelverhoger bij hypoglykemie      |
| Glimepiride    | Sulfonylureumderivaat                            |
| Linagliptine   | DPP-4-remmer                                     |
| Metformine     | Biguanide                                        |
| Nateglinide    | verhoogt insuline-afgifte door pancreas          |
| Repaglinide    | verhoogt insuline-afgifte door pancreas          |
| Semaglutide    | GLP-1 receptoragonist                            |
| Sitagliptine   | DPP-4-remmer                                     |
| Tirzepatide    | GLP-1 receptoragonist                            |
| Vildagliptine  | DPP-4-remmer                                     |